# Silas Wiesinger
Silas Wiesinger (* 23. Januar 2001 in Grieskirchen) ist ein ehemaliger österreichischer Handballspieler.

## Karriere
Wiesinger begann im Alter von sechs Jahren mit dem Handballsport beim HC Eferding. Nach kurzer Zeit wechselte er in den Nachwuchsbereich des HC Linz AG, wo er sämtliche Altersklassen durchlief. Während seiner Jugendzeit kam er sowohl auf dem rechten Flügel als auch im rechten Rückraum zum Einsatz. Nach Abschluss der Nachwuchsausbildung wurde er in das sogenannte Future Team aufgenommen, das in der zweitklassigen HLA Challenge antritt. Zur Saison 2019/20 rückte Wiesinger in den erweiterten Kader der Kampfmannschaft des HC Linz AG auf, sein Debüt erfolgte gegen Bregenz Handball. In der Saison 2021/22  absolvierte er sowohl Einsätze in der HLA Challenge als auch in der HLA Meisterliga. In der darauffolgenden Saison kam er regelmäßig in der höchsten Spielklasse zum Einsatz. Im Juli 2023 wurde sein Vertrag um ein weiteres Jahr verlängert. Mit dem HC Linz AG spielte Wiesinger bereits mehrmals im EHF European Cup, wobei das Erreichen der dritten Runde in der Saison 2023/24 der bisher größte Erfolg war. Am Ende der Saison 2023/24 holte er mit dem HC Linz AG den ersten nationalen Titel seiner Karriere. Am Anfang der Saison 2024/25 gewann der Oberösterreicher den österreichischen Handball-Supercup. Am Ende der Saison beendete Wiesinger aufgrund vielem Verletzungspech und gesundheitlicher Gründe im Alter von rund 24 Jahren seine aktive Karriere.

## Erfolge
- HC LINZ AG
  - 1× Österreichischer Meister 2023/24
  - 1× Österreichischer Supercupsieger 2024/25